# Promozione Abruzzo 1990-1991
Nella stagione 1990-1991 la Promozione era sesto livello del calcio italiano (il massimo livello regionale). Qui vi sono le statistiche relative al campionato in Abruzzo.
Il campionato è strutturato in vari gironi all'italiana su base regionale, gestiti dai Comitati Regionali di competenza. Promozioni alla categoria superiore e retrocessioni in quella inferiore non erano sempre omogenee; erano quantificate all'inizio del campionato dal Comitato Regionale secondo le direttive stabilite dalla Lega Nazionale Dilettanti, ma flessibili, in relazione al numero delle società retrocesse dal Campionato Interregionale e perciò, a seconda delle varie situazioni regionali, la fine del campionato poteva avere degli spareggi sia di promozione che di retrocessione.

## Squadre partecipanti
| Club                     | Città                     |
| ------------------------ | ------------------------- |
| A.S. Altinese            | Altino (CH)               |
| S.P. Amiternum           | L'Aquila                  |
| A.S. Bellante            | Bellante (TE)             |
| U.S. Capistrello         | Capistrello (AQ)          |
| A.S. Carsoli             | Carsoli (AQ)              |
| S.S. Fucense             | Trasacco (AQ)             |
| S.S. Insula              | Isola del Gran Sasso (AQ) |
| S.S. Lycia               | Lecce nei Marsi (AQ)      |
| A.S. Martinsicuro        | Martinsicuro (TE)         |
| A.S. Mosciano            | Mosciano Sant'Angelo (TE) |
| F.C. Nereto              | Nereto (TE)               |
| Pol. Oricola             | Oricola (AQ)              |
| S.S. Ortigia             | Ortucchio (AQ)            |
| S.S. Sant'Omero Palmense | Sant'Omero (TE)           |
| S.S. Tagliacozzo         | Tagliacozzo (AQ)          |
| A.C. Tortoreto Lido      | Tortoreto Lido (TE)       |

### Classifica finale
|  | Pos. | Squadra             | Pt | G  | V  | N  | P  | GF | GS | DR  |
|  | ---- | ------------------- | -- | -- | -- | -- | -- | -- | -- | --- |
|  | 1.   | Fucense             | 46 | 30 | 20 | 6  | 4  | 45 | 12 | +33 |
|  | 2.   | Mosciano            | 41 | 30 | 17 | 7  | 6  | 51 | 24 | +27 |
|  | 3.   | Oricola             | 41 | 30 | 16 | 9  | 5  | 54 | 27 | +27 |
|  | 4.   | Tortoreto Lido      | 38 | 30 | 14 | 10 | 6  | 43 | 24 | +19 |
|  | 5.   | Nereto              | 37 | 30 | 13 | 11 | 6  | 33 | 21 | +12 |
|  | 6.   | Amiternum           | 36 | 30 | 12 | 12 | 6  | 32 | 24 | +8  |
|  | 7.   | Sant'Omero Palmense | 36 | 30 | 11 | 14 | 5  | 28 | 19 | +9  |
|  | 8.   | Carsoli             | 33 | 30 | 11 | 11 | 8  | 41 | 36 | +5  |
|  | 9.   | Bellante            | 32 | 30 | 10 | 12 | 8  | 26 | 30 | -4  |
|  | 10.  | Tagliacozzo         | 28 | 30 | 8  | 12 | 10 | 36 | 38 | -2  |
|  | 11.  | Martinsicuro        | 25 | 30 | 6  | 13 | 11 | 17 | 30 | -13 |
|  | 12.  | Capistrello         | 22 | 30 | 6  | 10 | 14 | 32 | 37 | -5  |
|  | 13.  | Alba Adriatica      | 21 | 30 | 7  | 7  | 16 | 27 | 41 | -14 |
|  | 14.  | Insula              | 19 | 30 | 5  | 9  | 16 | 16 | 39 | -23 |
|  | 15.  | Ortigia             | 15 | 30 | 3  | 9  | 18 | 23 | 50 | -27 |
|  | 16.  | Lycia               | 10 | 30 | 3  | 4  | 23 | 19 | 71 | -52 |

### Verdetti finali
- Fucense ammesso allo spareggio intergirone contro la vincente del girone B.
- Le squadre dal 2º al 7º posto e Bellante furono ammesse all'Eccellenza Abruzzese 1991-92.
- Lycia retrocesso in Prima Categoria 1991-92.

## Squadre partecipanti
| Club                      | Città                   |
| ------------------------- | ----------------------- |
| A.S. Atessa               | Atessa (CH)             |
| A.S. Altinese             | Altino (CH)             |
| S.S. Falchetti Vis Chieti | Chieti                  |
| A.S. Guardiagrele         | Guardiagrele (CH)       |
| Pol. Hatria               | Atri (TE)               |
| S.S. Lauretum             | Loreto Aprutino (PE)    |
| A.C. Libertas Lanciano 90 | Lanciano (CH)           |
| A.S.C. Notaresco          | Notaresco (TE)          |
| A.C. Ortona               | Ortona (CH)             |
| G.S. Raiano               | Raiano (AQ)             |
| U.S. San Salvo            | San Salvo (CH)          |
| U.S. Tollo                | Tollo (CH)              |
| U.S. Tre Ville            | Santa Maria Imbaro (CH) |
| Pol. Val di Sangro        | Atessa (CH)             |
| A.C. Vini Casalbordino    | Casalbordino (CH)       |
| U.S.C. Viola Sambuceto    | Chieti                  |

### Classifica finale
|  | Pos. | Squadra           | Pt | G  | V  | N  | P  | GF | GS | DR  |
|  | ---- | ----------------- | -- | -- | -- | -- | -- | -- | -- | --- |
|  | 1.   | Ortona            | 41 | 30 | 16 | 9  | 5  | 38 | 21 | +17 |
|  | 2.   | Falchetti         | 41 | 30 | 15 | 11 | 4  | 38 | 23 | +15 |
|  | 3.   | San Salvo         | 39 | 30 | 16 | 7  | 7  | 49 | 25 | +24 |
|  | 4.   | Hatria            | 38 | 30 | 15 | 8  | 7  | 44 | 30 | +14 |
|  | 5.   | Altinese          | 36 | 30 | 11 | 14 | 5  | 29 | 20 | +9  |
|  | 6.   | Val di Sangro     | 34 | 30 | 11 | 12 | 7  | 32 | 30 | +2  |
|  | 7.   | Viola Sambuceto   | 34 | 30 | 12 | 10 | 8  | 25 | 23 | +2  |
|  | 8.   | Guardiagrele      | 32 | 30 | 11 | 10 | 9  | 32 | 29 | +3  |
|  | 9.   | Lanciano 90       | 31 | 30 | 11 | 9  | 10 | 30 | 25 | +5  |
|  | 10.  | Lauretum          | 27 | 30 | 9  | 9  | 12 | 26 | 30 | -4  |
|  | 11.  | Raiano            | 23 | 30 | 5  | 13 | 12 | 21 | 32 | -11 |
|  | 12.  | Notaresco         | 23 | 30 | 6  | 11 | 13 | 19 | 32 | -13 |
|  | 13.  | Tollo             | 21 | 30 | 5  | 11 | 14 | 22 | 34 | -12 |
|  | 14.  | Vini Casalbordino | 21 | 30 | 6  | 9  | 15 | 20 | 36 | -16 |
|  | 15.  | Tre Ville         | 20 | 30 | 7  | 6  | 17 | 24 | 37 | -13 |
|  | 16.  | Atessa            | 19 | 30 | 5  | 9  | 16 | 23 | 45 | -22 |

Spareggio 1.posto:
Ortona-Falchetti Chieti 1-1 4-2 rig.
- Ortona ammesso allo spareggio intergirone contro la vincente del girone B.
- Le squadre dal 1º all'8º posto furono ammesse all'Eccellenza Abruzzese 1991-92.

### Spareggio intergirone
Fucense-Ortona 3-1